# École nationale supérieure d'informatique pour l'industrie et l'entreprise
École nationale supérieure d'informatique pour l'industrie et l'entreprise, fondată în 1968, este o universitate tehnică de stat din Évry (Franța).

## Secții
- Master

Domeniu: Inginerie, Inginerie Electrică, Automatică, Tehnologia Informației, Procesare de semnal, Microelectronică, Nanotehnologie, Acustică, Telecomunicație